# Pánico en el lago
Pánico en el lago (título original: The People Across the Lake) es un telefilme canadiense de terror y suspenso de 1988, dirigido por Arthur Allan Seidelman, escrito por Dalene Young y Bill McCutchen, musicalizado por Dana Kaproff, en la fotografía estuvo Richard Leiterman y los protagonistas son Valerie Harper, Gerald McRaney y Barry Corbin, entre otros. Este largometraje fue producido por Columbia Pictures Television y Bill McCutchen Productions; se estrenó el 3 de octubre de 1988.

## Sinopsis
Una familia que vive en la ciudad, cansada de la suciedad y de los graves delitos urbanos, se va a un pueblo chico al lado del lago. Aparenta ser el lugar perfecto, hasta que aparecen cuerpos flotando en el agua.